# Карл фон Осиецки
Карл фон Осиецки (на немски: Carl von Ossietzky) е германски журналист, писател и радикален пацифист, удостоен с Нобеловата награда за мир за 1935 г.

## Ранни години (1889 – 1912)
Роден е на 3 октомври 1889 година в Хамбург, тогава в пределите на Германската империя, в семейството на беден търговец. Когато е на две години баща му умира. Седем години по-късно, през 1898 г., майка му се омъжва за социалдемократа Густав Валтер, чиито либерални възгледи оказват влияние върху възгледите на Осиецки.
Няколко приятели на баща му пожелават да платят обучението на Карл в университета, но той отказва, имайки намерение да стане писател. На 20-годишна възраст публикува редица стихове в мюнхенски издания.

## Научна и дипломатическа дейност (1912 – 1934)
Убеден, че нарастването на милитаризма в Германия ще доведе до война, през 1912 г. Осиецки е сред основоположниците на хамбургския отдел на Германското дружество за мир. Една година по-късно либералният седмичник „Свободен народ“ (на немски: Das Freie Volk) публикува статия на Осиецки, критикуваща милитаристичната присъда на един съд. За тази статия авторът е подложен на нападки от пруското военно министерство.
През 1916 г. Осиецки е призован в армията и изпратен в окопите на Източна Франция. Военният опит само укрепва пацифистките му убеждения.
| „                | Аз разбрах какво представлява войната не от книгите, а в действителност. Това, което видях, потвърди моето мнение за войната и оръжието. Трябва да се повтаря отново и отново, че във войната няма нищо героично, тя носи на човечеството само ужас и нещастие. | “ |
| Карл фон Осиецки | |   |

След примирието през 1918 г. Осиецки се връща в Хамбург, където подновява своята пацифистка дейност. Той става председател на местния отдел на Германското дружество за мир и известно време издава вестник „Пътепоказател“ (на немски: Der Wegweiser). През 1920 г. председателят на дружеството Лудвиг Квиде предлага на Осиецки да отиде в Берлин и да стане секретар на организацията.
В Берлин Осиецки издава седмично списание и става един от учредителите на движението „Не на войната“. Понеже не успява да изпълнява задълженията си в Дружеството за мир, през 1924 г. подава оставка, за да стане редактор на чуждестранния отдел на „Берлинер фолксцайтунг“ (на немски: Berliner Volkszeitung). Две години по-късно Осиецки заема поста редактор във вестник „Световна сцена“ (на немски: Die Weltbühne), основан от Зигфрид Якобсон. През същата година той публикува статия на Бертолд Якоб, в която Ваймарското правителство е обвинено, че поддържа полувоенни формирования. Обвинен в клевета, Осиецки е осъден на един месец затвор.
Непоколебимият Осиецки продължава да разобличава духа на милитаризма, който се разпространява в Германия. През май 1929 г. той публикува статия на немския летец Валтер Крайзер, в която се разобличава развитието на военната авиация в нарушение на Версайския договор. Осиецки и Крайзер са арестувани за разгласяване на военни тайни, но съдът е отложен.
Една година по-късно националсоциалистическата партия на Адолф Хитлер печели 107 места в Райхстага. Във връзка с нацистките демонстрации срещу антивоенния филм „На западния фронт нищо ново“ Осиецки отбелязва: „Фашизмът спечели своите избори... Днес уби един филм, утре ще убие нещо друго“.
Осиецки и Крайзер са изправени пред съда през 1931 г. и след закрито заседание двамата са осъдени на 18 месеца затвор. Във връзка с присъдата либералните кръгове организират протестни митинги. Сред тези, които се изказват в защита на Осиецки са Ернст Толер, Лион Фойхтвангер, Арнолд Цвайг и Алберт Айнщайн. В очакване на апелативното решение Осиецки и Крайзер запазват паспортите си, които им дава възможност да напуснат Германия. Крайзер заминава за Париж, а Осиецки, въпреки молбите на приятелите си, отказва да замине.
През май следващата година Осиецки отива сам в Тегелския затвор, при което трябва да премине през тълпа почитатели, които искат от него да промени решението си. Като прекарва в затвора седем месеца, Осиецки е освободен след амнистия.
През януари 1933 г. Хитлер става канцлер на Германия, а скоро след това нацистите организират подпалване на Райхстага. Като обвинява за това своите политически противници, Хитлер започва атака срещу демократическите учреждения и „враговете на държавата“, причислявайки към тях и Осиецки, който е затворен в Берлин, а след това е преместен в концентрационен лагер. Здравето му, отслабено поради заболяване на сърцето и туберкулоза, се влошава бързо от принудителния труд и лошите условия на живот.

## Нобелова награда и смърт (1934 – 1938)
През 1934 г. за първи път Осиецки е предложен за Нобелова награда. Петиция за това подават, освен всички останали, Алберт Айнщайн, Томас Ман, Джеймс Адамс и Бертран Ръсел. Ман пише, че ако наградата бъде присъдена на Осиецки, това би било символичен акт, възстановяващ справедливостта. Присъдената през следващата година награда на Осиецки „почти парализира немското правителство“. Германският посланик в Норвегия изразява своето възмущение, обаче министърът на външните работи отговаря, че Нобеловият комитет е независим и не е подчинен на правителството.
Известието за наградата Осиецки получава в затворническата болница, където е преместен от концлагера заради рязкото влошаване на здравето му. Ето защо немската пропаганда твърди, че Осиецки е свободен да замине за Осло всеки момент. Но не му е издаден паспорт, а по-късно започват да се отнасят с него като с предател. Правителството заявява, че немците няма да получават Нобелови награди и учредява система за държавни награди.
Представителят на Норвежкия нобелов комитет Фредрик Станг отбелязва в речта си, че Осиецки не принадлежи към нито една политическа партия и не се ръководи от партийни предразсъдъци. Според Станг действията на Осиецки се характеризират с „гореща любов към свободата на мисълта, с вяра в необходимостта от свободно съревнование във всички области на духовния живот, с широк мироглед, с уважение към ценностите на другите народи и с доминиращата над всичко това идея за мира“. Станг подчертава също така, че Осиецки не е просто „символ на борбата за мир“, а е по-скоро „защитник на мира“.
Осиецки умира на 4 май 1938 година в берлинска болница на 48-годишна възраст. След Втората световна война една от улиците в Берлин е наречена на неговото име.

## Семейство
На 19 август 1913 г. Осиецки се жени за англичанката Мод Ууд, феминистка, която живее в Хамбург и дава уроци по английски език. Семейството има една дъщеря.